# Lasioglossum robustum
Lasioglossum robustum är en biart som först beskrevs av Crawford 1907.  Lasioglossum robustum ingår i släktet smalbin, och familjen vägbin. Inga underarter finns listade i Catalogue of Life.